# گمه‌پروست
گمه‌پروست (انگلیسی: Gemeprost) یک آنالوگ پروستاگلاندین E1 است که به عنوان درمانی برای خونریزی زایمان به کار می‌رود.
این دارو با میفپریستون برای خاتمه بارداری تا هفته ۲۴ بارداری استفاده می‌شود.

## عوارض جانبی
خونریزی واژن، گرفتگی عضلات، حالت تهوع، استفراغ، مدفوع شل یا اسهال، سردرد، ضعف عضلانی؛  سرگیجه، گرگرفتگی، لرز، کمردرد، تنگی نفس، درد قفسه سینه، تپش قلب و تب خفیف و به طور نادر پارگی رحم، فشار خون شدید، اسپاسم عروق کرونر همراه با انفارکتوس میوکارد.